# Tighina (condado)
O Condado de Tighina é a maior subdivisão da Moldávia, cuja capital é Căuşeni. Faz fronteira com Ucrânia, Transnístria, Condado de Lăpuşna e o município de Chişinău.
Os seus principais municípios são Tighina, Cainari, Căuşeni, Olanesti e Stefan-Voda.
Boa parte do condado, incluindo Tighina localiza-se no Estado não reconhecido da Transnístria.